# That's My Bush!
That's My Bush! var en kortlivad komediserie av Trey Parker och Matt Stone, baserat på president George W. Bush (spelad av Timothy Bottoms), och som parodierar urtypen för den i USA så ofta producerade lättsmälta familjekomedin. Serien producerades på Comedy Central och gick endast i en säsong 2001. I Sverige sändes serien på Canal+ sommaren 2002.